# Casa del Bacalao
La Casa del Bacalao és un establiment comercial situat al carrer Comtal, 8 de Barcelona, catalogat com a element d'interès paisatgístic (categoria E3).

## Història
El 1935 es va obrir com a botiga de fotografia propietat de Raimon Costa i el 1983 s'hi va instal·lar una bacallaneria.

## Descripció
Està situat al local esquerre de la porta d'accés. Pel que fa a l'exterior, cal destacar l'estructura de fusta que ocupa el vestíbul de la botiga amb dos aparadors que flanquegen la porta d'accés a l'interior. Remata el conjunt una llinda en forma d'arc de mig punt. L'estructura del moble aparador és molt senzilla, sense cap tipus de decoració, pintat de color blanc i blau.
Respecte a l'interior, de dimensions petites, hi ha un taulell on s'exposa el producte, i tant el paviment com una part de la paret són coberts de rajoles: blanques, al terra; i blau fosc, a les parets. L'espai interior es va modificar el 1935, per tal d'adaptar-lo a les necessitats d'una botiga de fotografia.